# Mark Allen (triatleta)
Mark Allen (Glendale, 12 gennaio 1958) è un triatleta statunitense.

## Carriera
Mark Allen è un sei-volte campione del mondo di Ironman.
Si è laureato in biologia all'Università di San Diego, dove è stato a lungo un nuotatore.
Dopo aver partecipato sei volte ai campionati del mondo Ironman, Mark Allen è uscito vittorioso nel 1989.
Sarebbe stata la prima di sei vittorie per Allen alle Hawaii. L'ultima arrivò nel 1995 a 37 anni, rendendolo il più anziano campione di sempre.
Ha brillato anche su distanza olimpica, vincendo la prima rassegna iridata nel 1989 ad Avignone in Francia.
È stato imbattuto per dieci volte ai Campionati mondiali di triathlon long distance di Nizza e dal 1988 al 1990 ha inanellato una serie di venti vittorie.
Nel corso della sua carriera, che è terminata nel 1996, ha mantenuto una media del 90% tra i primi tre classificati. È stato nominato "Triatleta dell'anno" per sei volte dai magazine di triathlon, e nel 1997 definito come l'"uomo più in forma al mondo".
Allen è stato inserito nella Hall of Fame dell'Ironman Triathlon nel 1997.
Allen ha sposato la triatleta Julie Moss.

## Titoli
- Campione del mondo di triathlon (Élite) - 1989
- Ironman Hawaii - 1989, 1990, 1991, 1992, 1993, 1995
- Campione del mondo di triathlon long distance (Élite) - 1982, 1983, 1984, 1985, 1986, 1989, 1990, 1991, 1992, 1993